# Sentore

Un calice di vino rosso

Nelle analisi organolettiche dei vini si definisce sentore un profumo o una famiglia di profumi recepiti per via nasale o retronasale. I sentori si possono classificare per provenienza (primari, secondari, terziari e sentori di difetti) o per famiglie descrittive (aromatici, floreali, fruttati, vegetali, speziati, tostati, animali, eterei, diversi)

## Classificazione per provenienza

### Sentori di difetti
Sono gli odori e sapori di tappo, feccia, zolfo, muffa, marcio, secco, stalla ecc. Sono odori anomali e sgradevoli che normalmente derivano da agenti esterni al vino. Solo in rari casi sono considerati accettabili.

### Sentori primari
Sono quegli aromi che derivano direttamente dal vitigno; normalmente vitigni aromatici o semiaromatici. Sono tipicamente primari i profumi di muschio, salvia, rosa, pesca, pera (talvolta), erba, peperone e altri riconoscimenti.

### Sentori secondari
Sono quegli aromi che si vengono a creare ad opera di enzimi appena prima della fermentazione e ad opera dei lieviti durante la fermentazione. Sono tipicamente secondari i profumi floreali e di frutta (salvo quanto detto sopra).

### Sentori terziari
Sono quegli aromi che si sviluppano durante il periodo di invecchiamento di un vino. Sono tipicamente terziari i profumi animali, di spezie ed eterei.

## Classificazione per famiglia descrittiva

### Sentori aromatici
Sono quei profumi che ricordano molto da vicino il profumo dell'uva di provenienza.

### Sentori floreali
Sono profumi che richiamano un insieme di note di fiori. Generalmente hanno sentori floreali i vini bianchi giovani (fiori di acacia, biancospino, etc), i vini rossi sia giovani (viola mammola, rosa fresca, etc.) che invecchiati (violetta appassita, rosa appassita, etc.)

### Sentori fruttati
Sono profumi che richiamano vari tipi di frutta. A seconda della tipologia di vino e del suo grado di invecchiamento questi profumi spaziano dal riconoscimento di mela, banana, pesca o melone fino alle fragole, ai frutti di bosco ed infine alla confettura di frutta o la frutta secca. Generalmente tendono ad avere sentori di frutta a polpa chiara i vini bianchi e a polpa rossa i vini rossi. Sempre in generale i vini giovani tendono ad avere sentori di frutta fresca o addirittura acerba, mentre i vini invecchiati tendono ad avere sentori di frutta matura, stramatura, confettura o addirittura frutta secca.

### Sentori vegetali
Sono profumi che evocano sensazioni di erba fresca tritata, peperoni freschi, foglia di pomodoro ecc. Molti di questi sentori provengono da uve semi-aromatiche. È per esempio abbastanza frequente trovare un profumo di peperoni verdi freschi in un cabernet sauvignon giovane.

### Sentori speziati
Sono profumi che ricordano le spezie; si riscontrano spesso -ma non necessariamente- nei vini bianchi e rossi maturati in botti di legno o barriques. Tipici per questa famiglia sono i profumi di vaniglia, cannella, chiodi di garofano, pepe nero, anice ecc.

### Sentori tostati
Sono profumi che ricordano l'orzo tostato, il caffè, il catrame, il fumo di legna ecc. Possono essere segno di surmaturazione di alcune uve, possono essere derivati dall'affinamento o dall'invecchiamento di un vino.

### Sentori animali
Sono quei profumi che ricordano il mondo animale, quali il profumo di cuoio, di pipì di gatto, di selvatico, di sudore. Spesso fanno parte dei sentori di difetti ma talvolta sono voluti e altre volte sono tipici del vitigno.

### Sentori eterei
Sono quei profumi che ricordano l'odore della ceralacca, dello smalto da unghie, della cera. Non sempre sono benvoluti dai produttori. Se ben costruiti concorrono positivamente a formare la complessità del bouquet di molti dei più famosi vini.

### Sentori diversi
Sono tutti quei sentori che non rientrano nelle precedenti famiglia ma li si possono trovare nel vino. Profumi di miele, tabacco, formaggio, aceto, zolfo, medicina, legno, burro, farina, silicone, funghi, sudore, capra ecc. Talvolta vanno ad arricchire il bouquet di un vino ma altre volte sono originati da dei difetti. Tipici in alcuni vini sono considerati difetti in altri.